# Língua sintética
Línguas sintéticas são línguas que, do ponto de vista da classificação morfológica, apresentam vários morfemas em suas palavras. O português e as demais línguas indo-europeias são línguas sintéticas.

## Sub-divisões
A síntese de significados por meio dos diferentes morfemas de uma palavra pode ocorrer de várias formas. Uma língua sintética pode apresentar todos os morfemas de forma facilmente reconhecível, tal como o turco ou o suaíli, sendo assim chamada aglutinante ou apresentá-los de forma entrelaçada e de difícil reconhecimento, tal como o português ou o russo. Essas últimas são as línguas sintéticas do tipo flexiva (ou fusional).